# Isla del Rey
L'Isla del Rey (en français île du Roi) est une île panaméenne située dans la partie est du golfe de Panama.

## Géographie

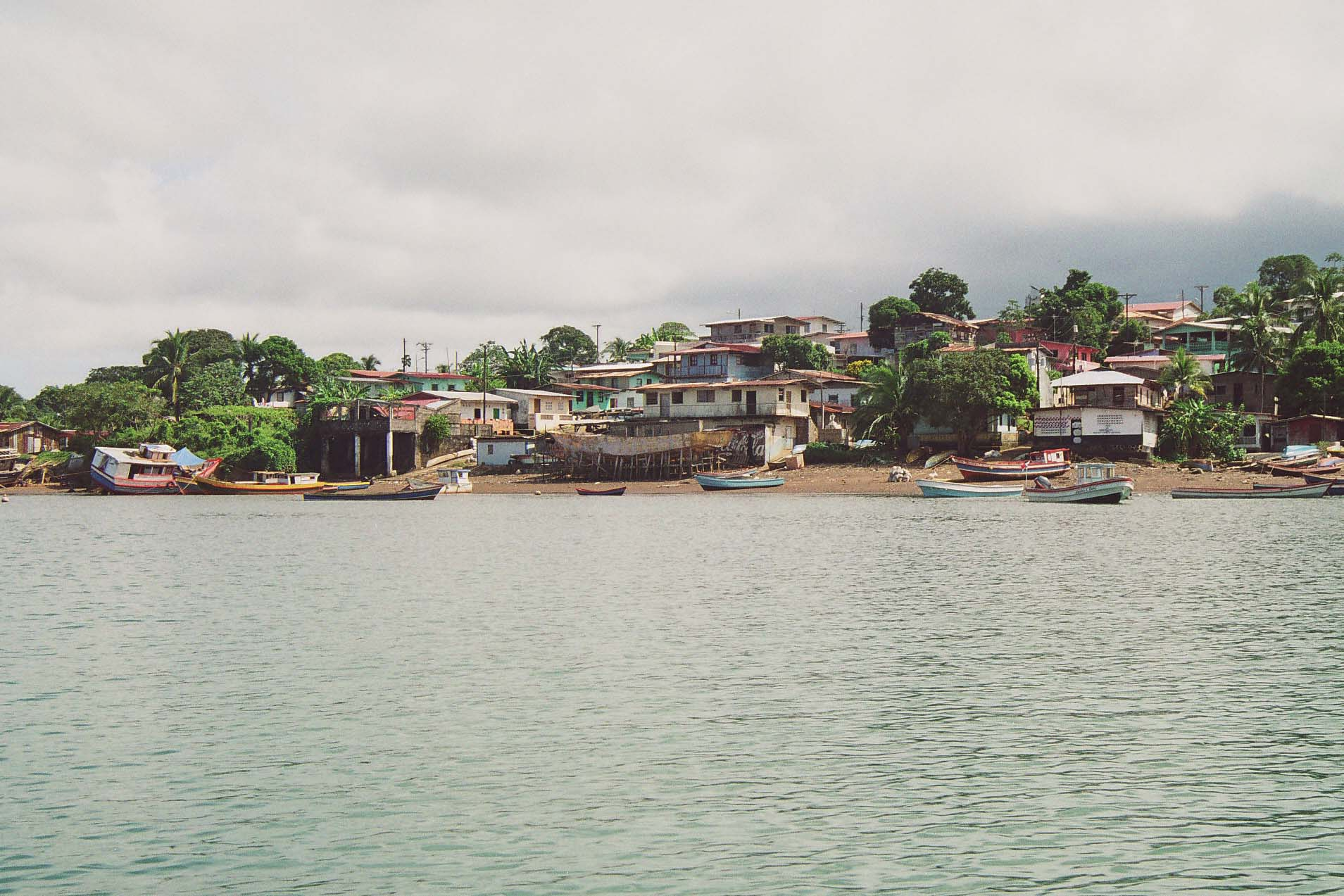
Village de San Miguel, sur lisla del Rey.

L'île panaméenne de Isla del Rey est la plus grande terre de l'archipel des Perles (Las Perlas) ; c'est aussi la deuxième plus grande île du Panama, après celle de Coiba. 
Il existe plusieurs villages sur l'île, le plus grand étant celui de San Miguel.

## Histoire
Le premier Européen à accoster sur l'île fut le conquistador espagnol Vasco Núñez de Balboa en octobre 1513, pour sa première expédition dans l'océan Pacifique. Il décida de l'appeler Isla Rica (« l'île Riche ») ; son nom actuel se réfère plutôt au Christ[réf. souhaitée].
Une tribu amérindienne Terarequí, dirigée par un cacique du même nom, occupait l'île avant l'arrivée des Espagnols[réf. nécessaire].

## Source et autres références
- (es) Cet article est partiellement ou en totalité issu de l’article de Wikipédia en espagnol intitulé « Isla del Rey » (voir la liste des auteurs).